# Ericeia kofintjiensis
Ericeia kofintjiensis là một loài bướm đêm trong họ Erebidae.